# Újegyház község
Újegyház község (románul: Comuna Nocrich) község Szeben megyében, Romániában. Központja Újegyház, beosztott falvai Alsógezés, Cikendál, Fófeld és Holcmány.

## Fekvése
A Hortobágy folyó völgyében, Nagyszebentől 42, Szentágotától 28 kilométerre helyezkedik el.

## Népessége
1850-től a népesség alábbiak szerint alakult:
| Lakosok száma | 4438 | 4179 | 4281 | 4452 | 4792 | 3413 | 2495 | 2641 | 2868 | 3188 |
|               | 1850 | 1880 | 1900 | 1920 | 1941 | 1977 | 1992 | 2002 | 2011 | 2021 |

A 2011-es népszámlálás adatai alapján a község népessége 2868 fő volt, melynek 84,27%-a román és 8,05%-a roma. Vallási hovatartozás szempontjából a lakosság 90,06%-a ortodox és 1,6%-a pünkösdista.

## Nevezetességei
A község területéről az alábbi épületek és építmények szerepelnek a romániai műemlékek jegyzékében:
- az alsógezési Szent Paraszkiva-templom (SB-II-m-B-12392)
- a cikendáli Szent arkangyalok templom (SB-II-m-A-12576)
- a fófeldi August Treboniu Laurian-emlékmű (SB-III-m-B-12600)
- a fófeldi Cordiana takarékbank (SB-IV-m-B-12621)
- a fófeldi Nagy Szent Vazul-templom (SB-II-m-A-12389)
- Daniel R. Codrescu síremléke Fófelden (SB-IV-m-B-12622)
- a holcmányi erődtemplom (SB-II-a-A-12400)
- az újegyházi Brukenthal-ház (SB-II-m-B-12479)
- az újegyházi erődtemplom (SB-II-a-B-12480)
- az újegyházi evangélikus parókia (SB-II-m-B-12481)
- az újegyházi Nagy Szent Vazul-templom (SB-II-m-B-12482)
- az Újegyház 321. szám alatti lakóház (SB-II-m-B-12483)
- a Nagyszeben–Szentágota keskeny nyomtávú vasút holcmányi és újegyházi szakaszának létesítményei (SB-II-m-B-20923.32–35 és 41–45),

## Híres emberek
- Cikendálon született Teodor Aaron (1803–1867) prépost, történész.[6]
- Fófelden született August Treboniu Laurian (1810–1881) filológus, történész, politikus.[7]
- Holcmányon született Samuel Joseph Maetz (1760-1826) orgonaépítő mester.[8]
- Újegyházon születtek báró Samuel von Brukenthal (1721–1803), Erdély kormányzója;[9] Johann Karl Albrich (1788–1839) ügyvéd, az erdélyi szász univerzitás jogtanácsosa.[10]